# Vrede van Rijswijk

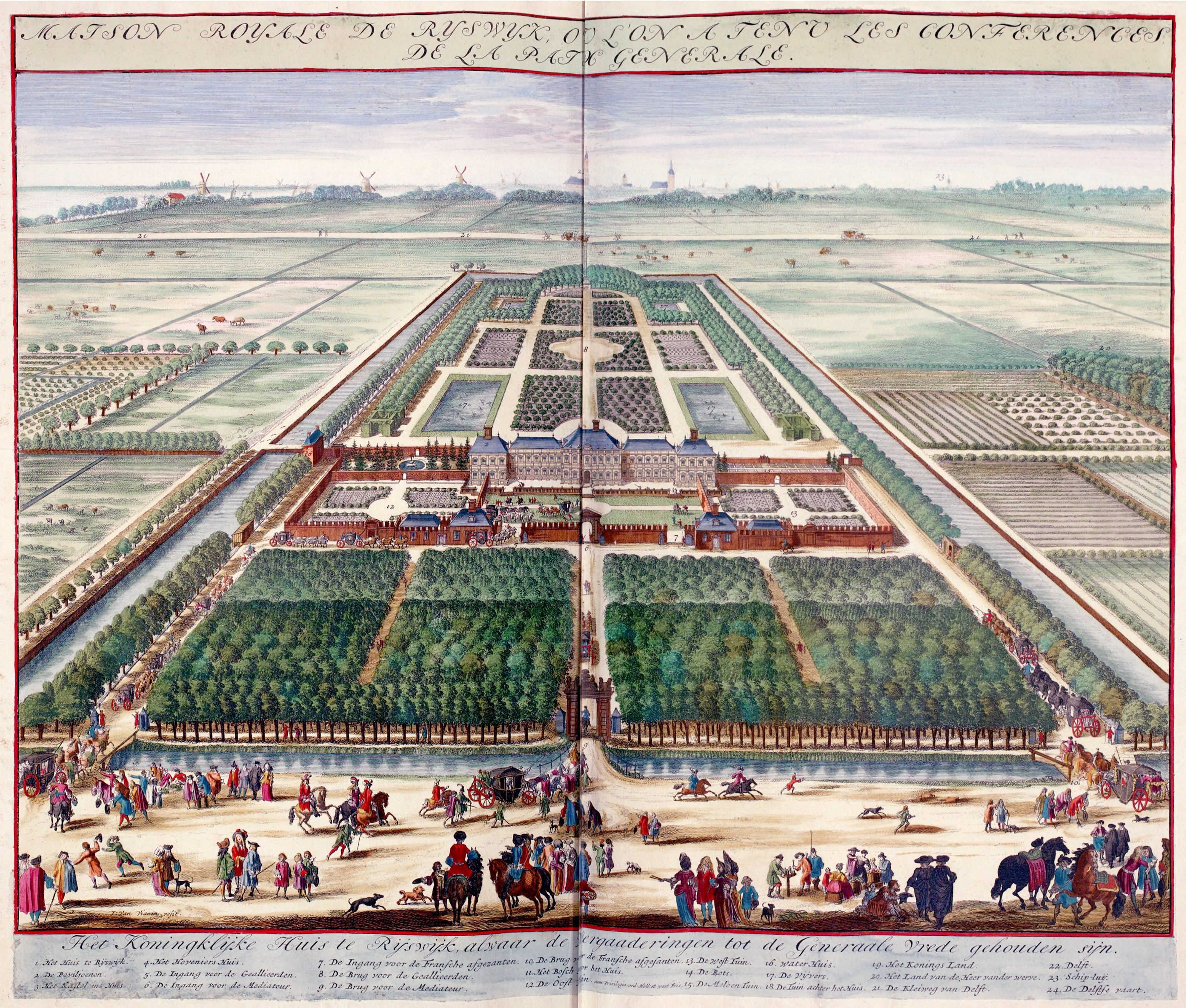
Huis ter Nieuburch door P. Schenck

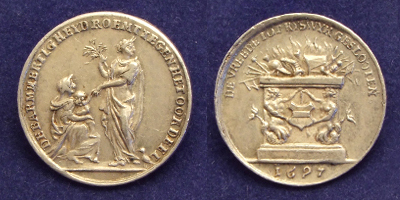
Zilveren penning van de Vrede van Rijswijk

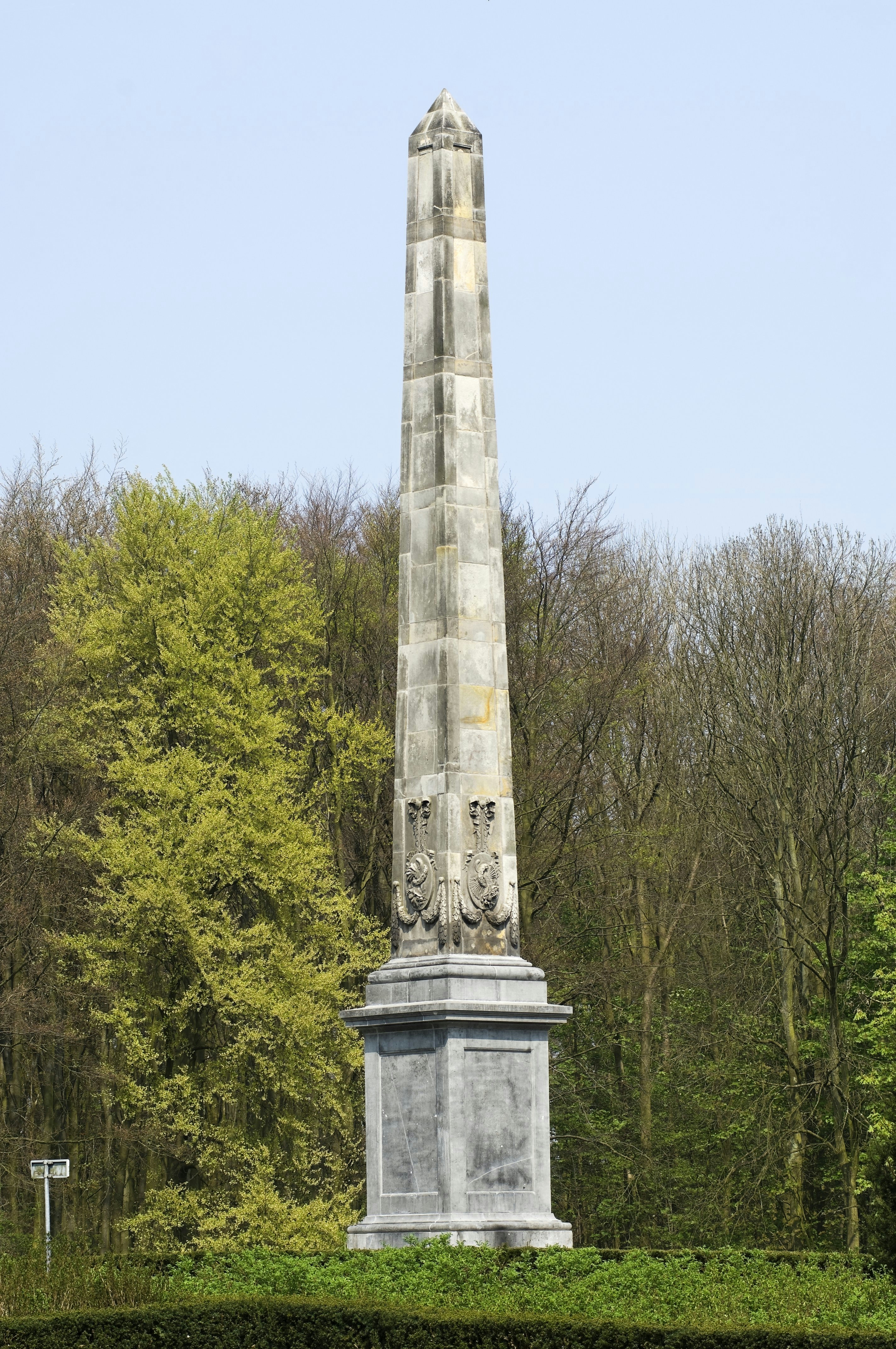
De Naald - Ter herinnering aan de Vrede van Rijswijk.

De Vrede van Rijswijk is een op 20 september 1697 te Rijswijk, in het stadhouderlijk paleis Huis ter Nieuburch gesloten vredesverdrag tussen de Grote Alliantie, bestaande uit het Heilige Roomse Rijk, Denemarken, Zweden, het hertogdom Savoie, Spanje, Engeland en de Nederlandse republiek enerzijds en Frankrijk anderzijds. Het verdrag maakte een einde aan de Negenjarige Oorlog.
Er was maandenlang veel te doen over het diplomatieke protocol bij de plechtigheid. Met name de volgorde waarin de diplomaten in hun koetsen over de Zandweg naar het paleis zouden rijden en het gebruik van één toegangsbrug gaf veel conflictstof. Uiteindelijk werd een compromis gevonden; de oorspronkelijke toegangsbrug werd de centrale toegang voor de Zweden, terwijl de rivaliserende partijen gebruik konden maken van twee nieuw gebouwde toegangsbruggen, elk aan een van de uiterste zijden van het paleis
Afgevaardigden voor de Republiek waren Jacob Boreel, Hans Willem Bentinck, Anthonie Heinsius, Everard van Weede van Dijkveld en Willem van Haren.
Koning Lodewijk XIV van Frankrijk erkende Willem III van Oranje-Nassau als koning van Engeland en moest alle veroveringen op Spanje ongedaan maken op een na: het westelijke deel van Hispaniola kwam officieel aan Frankrijk als Saint-Domingue. De Republiek kreeg het recht om in zogenaamde barrièresteden in de Zuidelijke Nederlanden militairen te legeren. Frankrijk mocht Straatsburg in de Elzas houden, maar moest de zelfstandigheid van het hertogdom Opper-Lotharingen respecteren.
De Vrede van Rijswijk zorgde echter niet voor een blijvende verzoening tussen de Spaans-Habsburgse monarchie en de Franse monarchie. Het was slechts een tijdelijke oplossing van hun grensgeschillen en regelde geenszins het probleem van de Spaanse erfopvolging. Na de dood van de Habsburgse koning Karel II van Spanje in 1700 brak dan ook al heel gauw de Spaanse Successieoorlog uit (1701).
Ter herinnering aan het verdrag werd na de uiteindelijke afbraak van het paleis in 1790 de Naald van Rijswijk in 1792 uit de oude bouwmaterialen van de voorgevel van het paleis gebouwd.
- Bibliothèque nationale de France: cb144382951 (data)
- Gemeinsame Normdatei: 1220302961
- Historisch woordenboek van Zwitserland: 026464